# Pflerscher Pinggl
Der Pflerscher Pinggl ist ein 2767 m ü. A. hoher Berg in den Stubaier Alpen an der Grenze zwischen Österreich und Italien.

## Lage und Umgebung
Der Pflerscher Pinggl ist Bestandteil des Alpenhauptkamms, der hier das Tiroler Gschnitztal im Norden vom Südtiroler Pflerschtal im Süden trennt. Nachbarberg im Westen sind der Hohe Zahn und die 3017 m hohe Weißwandspitze, nach Nordosten setzt sich der Kamm zur 2599 m hohen Pflerscher Scharte hin fort.
Südlich des Pflerscher Pinggls liegt der Sandessee mit der italienischen Tribulaunhütte (2369 m), die der Ausgangspunkt für die Besteigung des Berges ist.

## Geologie
Der Pflerscher Pinggl besteht hauptsächlich aus Paragneis, dem typischen Gestein des Ötztal-Stubai-Kristallins.

Paragneis aus dem Ötztal-Stubai-Kristallin

## Wege
Es führt kein markierter Weg zum Gipfel. Der Pflerscher Pinggl kann über den Südwest- oder den Ostgrat bestiegen werden, beide Anstiege weisen den Schwierigkeitsgrad I (UIAA) auf.